# Tu labio superior
Tu labio superior es el quinto álbum de la cantautora española Christina Rosenvinge publicado en 2008. Fue producido por Warner Music y grabado en los estudios Echo Canyon West, en Hoboken, Estados Unidos.  Supuso el regreso de Rosenvinge al español tras finalizar su etapa anglosajona.

## Lista de canciones
1. La distancia adecuada - 4:16
2. Anoche (el puñal y la memoria) - 3:22
3. Eclipse - 3:40
4. Tu boca - 3:30
5. Las horas - 4:00
6. Nadie como tú - 2:56
7. Negro cinturón - 3:36
8. Tres minutos - 3:06
9. Animales vertebrados - 2:40
10. Por la noche - 4:14
11. Alta tensión - 3:31

- Datos: Q20019048